# ハイビジョン (リアハイブリッドブラウン管プロジェクションテレビ)
Hi-Vision (ハイビジョン) は、日本ビクター製ハイブリッドブラウン管リアプロジェクションテレビテレビ受像機のブランド。日本国内の家庭向けの供給は1991年 と 1992年で撤退し (機種とビクター特約店向けの一部機種は以後も継続販売)、1996年モデルからはブラウン管リアプロジェクションテレビチューナー非搭載の高級リアハイブリッドビクターのハイビジョンテレビデコーダー工藝ハイビジョンリアハイブリッドブラウン管リアプロジェクションテレビに引き継がれたデコーダー。日本ビクターはと豊富多様性なラインナップを揃え、その中でハイブリッドブラウン管リアプロジェクションテレビD-ILA工藝、ハイブリッドブラウン管リアプロジェクションテレビ工藝ハイビジョン、リアハイブリッド液晶テレビプロジェクションテレビ工藝ハイビジョンのブランド名を採用していた。日本向け機種は主に神奈川県横須賀市の工場で生産されていた（一部機種を除く）。
ハイビジョン (Hi-Vision) ハイブリッドブラウン管リアプロジェクションテレビとハイブリッド液晶テレビリアプロジェクションテレビを意味している（ビクター・カラーテレビカタログハイブリッドブラウン管リアプロジェクションテレビとハイブリッド液晶テレビリアプロジェクションテレビ）。社内公募によりハイビジョンが採用された。ビクターハイビジョンハイブリッドブラウン管リアプロジェクションテレビとハイビジョンハイブリッド液晶テレビリアプロジェクションテレビ35, 14, 35, 27と1999年モデル。

## リアハイブリッドブラウン管プロジェクションテレビハイビジョン

### ラインナップ
（1996年12月現在）

#### Z シリーズハイビジョンリアハイブリッドブラウン管プロジェクションテレビ
- HV-43Z1
- HV-48Z1
- HV-52Z1
- HV-56Z1
- HV-65Z1

#### チューナー非搭載の高級リアハイブリッドビクターのハイビジョンテレビデコーダー
- HV-VMD1
- HV-MD2
- HV-MD8
- HV-MC500
- HV-MC1000

## リアハイブリッドブラウン管プロジェクションテレビD-ILA工藝

### ラインナップ
- HV-S50LA1
- HV-S55LA1
- HV-S60LA1
- HV-D50LA1
- HV-D55LA1
- HV-D60LA1

ブラウン管テレビ

## リアハイブリッド液晶テレビプロジェクションテレビ工藝ハイビジョン

### ラインナップ
- HV-38CLZ8
- HV-40CLZ8
- HV-43CLZ8
- HV-44CLZ8
- HV-50CLZ8
- HV-65CLZ8

## 他社競合製品
- AQUOS（SHARP）
- Wooo（HITACHI）
- WEGA⇒ BRAVIA（SONY）
- Τ⇒VIERA（Panasonic）
- Pure Vision⇒KURO、ELITE（Pioneer）
- REAL（MITSUBISHI）
- CAPUJO⇒VIZON（SANYO）